# 僕と先輩のマジカル・ライフ
『僕と先輩のマジカル・ライフ』（ぼくとせんぱいのマジカル・ライフ）は、はやみねかおるによる推理小説。2003年、角川書店刊。2006年には角川文庫から文庫版が発行された。この単行本と文庫版の表紙はゴツボ×リュウジ。また、2013年から2014年にかけて分冊で角川つばさ文庫にて発行されているが、タイトルの「僕」の部分が平仮名で表記されている。この児童書版は庭による挿画である。
推理作品ではあるが、殺人事件ではない事件が中心となっている。

## ストーリー
晴れてM大学文化人類学科に合格した井上快人。
少ない月収で生活するために借りた『今川寮』という下宿で、彼とその幼なじみ川村春奈は、同じM大学に通う長曽我部慎太郎に出会う。変人揃いの今川寮においても更に変人として恐れられている長曽我部の策略に嵌り、2人は『あやかし研究会』なるものにうっかり入会させられてしまう。
それは文字通り、あやかし（不可思議な現象なども含む）を研究する会であった。会の活動と長曽我部に巻き込まれる2人（と長曽我部）は幾度も不思議な事件に巻きこまれていく。

## 登場人物

### メインキャラクター
井上快人（いのうえ かいと）
M大学文化人類学科に在籍する大学生。真面目一辺倒で融通が利かない。また「真面目」という評価もあくまで本人談であって、周囲からは浮いて見られる「変人」である。
大学入学の際に独立を志し、両親に「仕送りはいらない」と宣言したものの、収入は月5万円しかないためにギリギリの生活を強いられている。毎日夜9時には就寝し、酒は20歳からという考えのためにコンパでも酒を飲まない（そのせいで先輩からよく思われていない）など、堅物でもある。自分が春奈を好きだという自覚はあるが、本人はそれほど意識してはいない。
家賃月1万円の今川寮の105号室に住んでいる。あやかし研究会での地位は、『戦闘員（したっぱ）』。
川村春奈（かわむら はるな）
M大学文化人類学科に在籍する大学生にして、本物の霊能力者。快人の幼なじみで、自身の霊能力を恐れなかった快人に懐いて小中高とついてまわった。その為、顔に出して表現することはあまりないが、快人に好意を寄せている。
性格は明るく闊達で、お嬢様育ちらしくワガママで要領が良い。元来の頭の回転の速さに加え、快人が努力して入ったM大学にも難なく合格した。今まで宿題や夏休みの自由研究などはことごとく快人のものを写すだけで、大学の講義も快人と全く同じものを選んでいる。
女子学生専用の高級マンション『エクラタン』に住んでいる。あやかし研究会での地位は『幹部候補生』。
長曽我部慎太郎（ちょうそかべ しんたろう）
M大学の学生。見た目は高校生のようだが、余りに大学にいすぎた為自分でも学年がわかっておらず（周囲の話からすると8年目と推測される）、所属学部も覚えていない。時折、大学構内の掃除夫のバイトなどもしている。日頃から通販で購入したネックレスやブレスレットなどをたくさん身につけており、これらはあやかし現象に対抗する為の護符などであるとしている。しかし、それらのオカルトグッズをすべて外し、最後に胸に描かれた不思議な紋様を消すとある変化が現れる。
今川寮の205号室に住み（快人の真上の部屋）、あやかし研究会での地位は『課長』（上から6番目）。

### 今川寮関係者
学年は快人の大学入学時のもの。
今川健一
今川寮の大家であり、うどん屋『今川庵』の主人。ジンクスにこだわる。
加藤茂
101号室。農学部2年。ニックネームは『シゲ』。肩を叩けば埃が舞うような綿入れ半纏を着ている。
平真
102号室。医学部。人間には興味がないが、人を斬ることには興味があるという。
杉沢隆史
103号室。教育学部3年。ニックネームは『カラガク』（中身がないから）。洒落たルックスのためにガールフレンドは多いが、すぐに愛想を尽かされてしまう。
黒川雄一
104号室。農学部3年。空手部の副将で、練習のため部屋のドアと壁の三方に大きな鏡をつけている。
二上一
201号室。人文学部4年。無敵のギャンブラーだが貧乏性で、掛け金が多くなると自分がそんな大金を稼いでいいのかと不安になってしまう性の持ち主。金貸しもしているが、上限は5000円で、利息はトイチ。
東郷龍司
202号室。工学部建築科の5年生、卓球部のOB。ニックネームは『ロンさん』。
柳川
203号室の元住人。証券会社に就職した。

## その他
- はやみねかおる作の別シリーズ『名探偵夢水清志郎事件ノート』の『『ミステリーの館』へ、ようこそ』に快人と春奈が登場している。
  - この際、2人の通っている大学名が「N大学」に変更されている。
- 同じく別シリーズ『都会のトム&ソーヤ』に、今川寮に住む黒川雄一が竜王グループの特殊任務部部長として登場している。
- アンソロジー『少年探偵と4つの謎』に収録の『砂人形おどる校庭』で、小学６年生の長曽我部慎太郎が登場している。
- アンソロジー『きみに贈るつばさ物語』に収録の『幽霊屋敷にて人喰い鏡を見る』で、高校生の長曽我部慎太郎、小学６年生の快人と春奈が登場している。